# Cá dao cạo

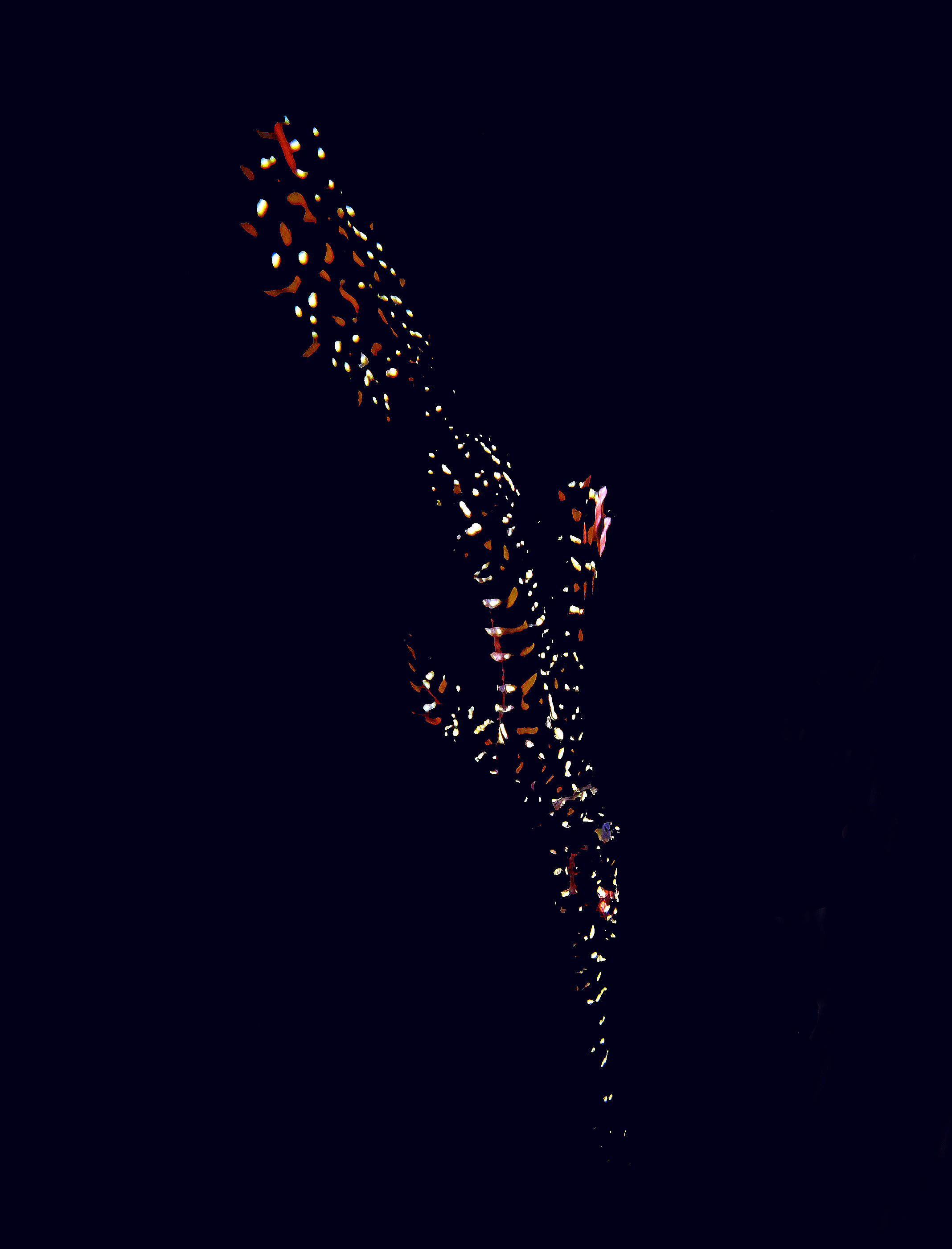
Cá dao cạo

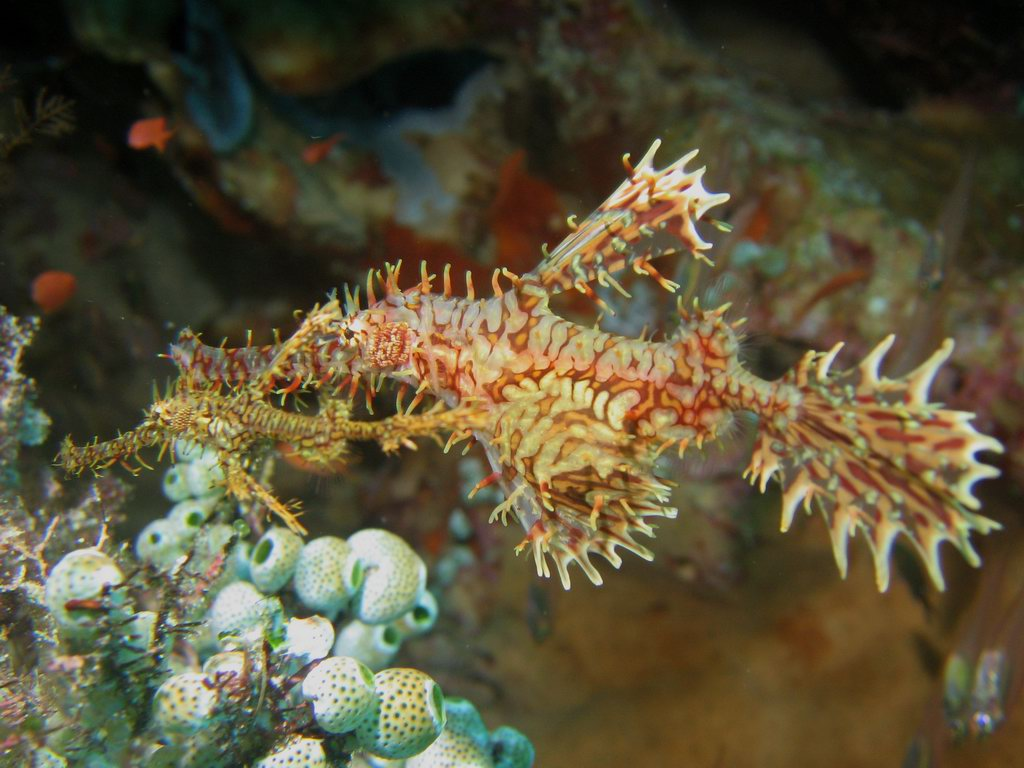
Nhiều màu khác nhau.

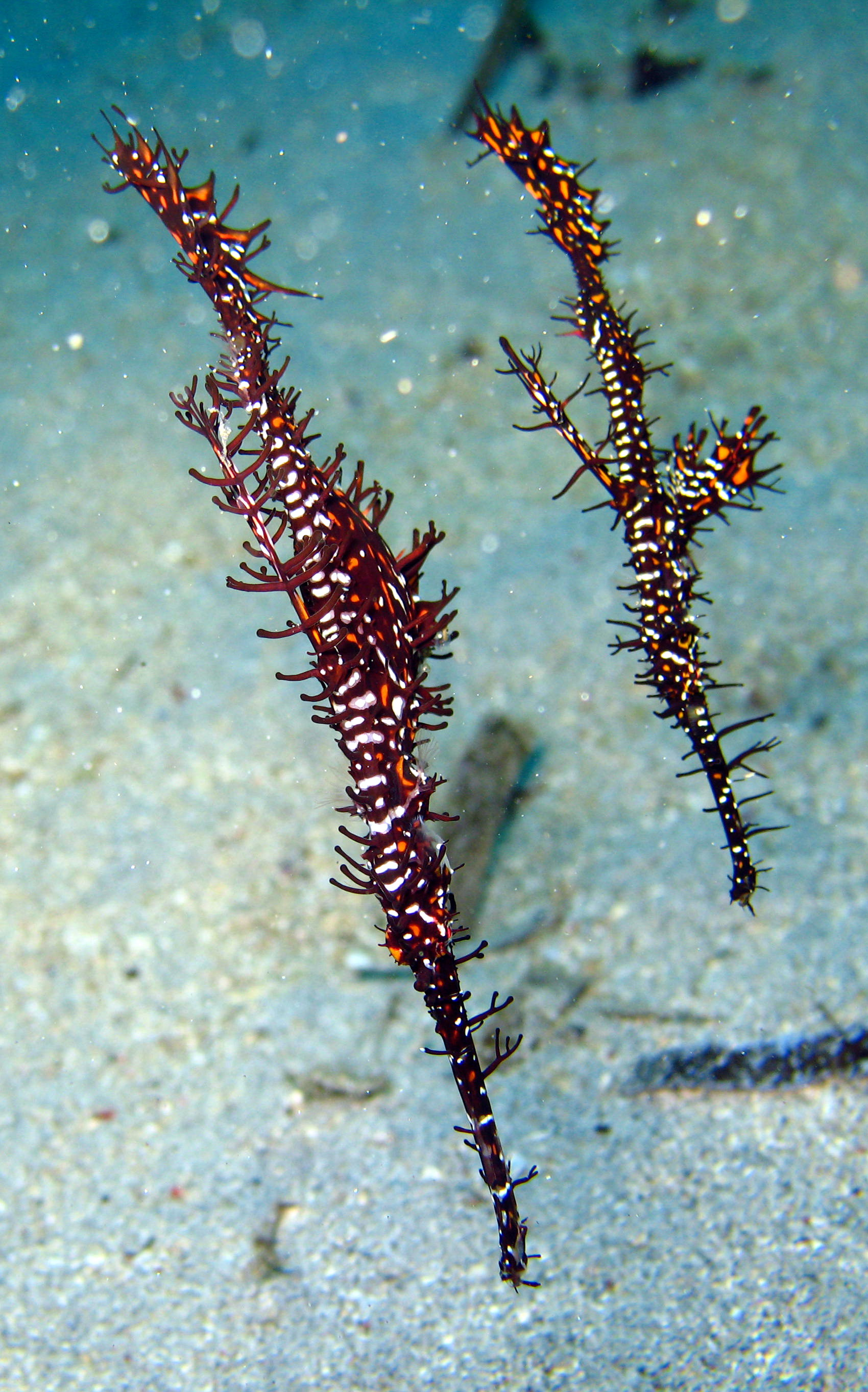
Một cặp ở Bắc Sulawesi, Indonesia.

Cá dao cạo (danh pháp hai phần: Solenostomus paradoxus) là một cá thuộc họ Cá dao cạo. Cá dao cạo phân bố ở Tây Thái Bình Dương (trong đó có Việt Nam) và Ấn Độ Dương, dọc theo các rìa san hô dễ có dòng chảy mạnh. Thân dài tối đa 12 cm. Chúng có nhiều màu khác nhau từ đỏ, vàng và đen và gần như trong suốt. Chúng ăn các loại thức ăn là động vật giáp xác nhỏ bằng cách hút nước vào bên trong cái mõm dài. Chúng sống trong các vùng nước lộ thiên, ngoại trừ khi tới mùa sinh sản thì chúng xuất hiện tại các rạn san hô hay tại vùng đáy nhiều bùn, đổi màu và hình dạng để giảm thiểu độ nhìn thấy. Cá dao cạo cái sử dụng các vây chậu nở rộng của mình để ấp trứng cho tới khi chúng nở.